# Willys-Overland
Willys-Overland Motors — американская автомобилестроительная компания, выпускавшая легковые автомобили и грузовики под марками Willys, Overland и Jeep.

## История

### Основание
Компания была основана в 1908 году американским предпринимателем Джоном Уиллисом (John Willys), когда он приобрёл Overland Automotive Division у Standard Wheel Company и затем переименовал его в Willys-Overland Motor Company. К 1913 году компания смогла продать свыше 35 тыс. автомобилей.
В 1913 году Уиллис приобрёл у Чарльза Найта (Charles Knight) лицензию на производство разработанного им двигателя, поэтому некоторые модели выпускаются под маркой Willys-Knight.

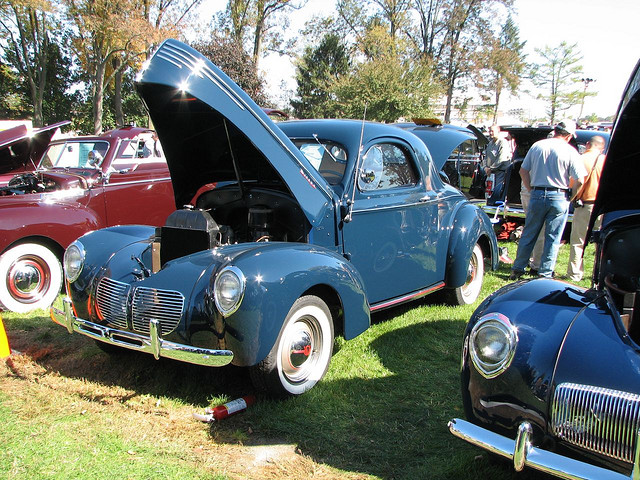
Willys Americar

В 1920 году компания заключила договор о сотрудничестве с британской фирмой Crossley из Манчестера. В Великобритании выпускалась модель «Four» с двигателем «Morris Oxford». В середине 1920-х годов Уиллис присоединил к своей компании F.B. Stearns Company из Кливленда, штат Огайо для производства машин класса «люкс» под названием Stearns-Knight. В 1926 году Willys-Overland начинает выпуск недорогих автомобилей под маркой «Whippet» вместо «Overland». 1920-е годы являются временем расцвета фирмы — в неделю производилось по 2150 автомобилей.
Начавшаяся в 1929 году «Великая депрессия» сильно ударила по компании — были упразднены марки Stearns-Knight и Whippet (в 1931 году) и значительно сокращён модельный ряд.
Положение спасла новая модель Willys 77 с 4-цилиндровым двигателем. Предполагалось также запустить в производство Willys 99 с 6-цилиндровым двигателем, но эти планы не были реализованы из-за угрозы банкротства. Долгое время она оставалась единственным автомобилем в линейке Willys-Overland. Значительно модернизированная 77 послужила основой для Willys Americar, выпускавшегося до 1942 года.

### Вторая мировая война

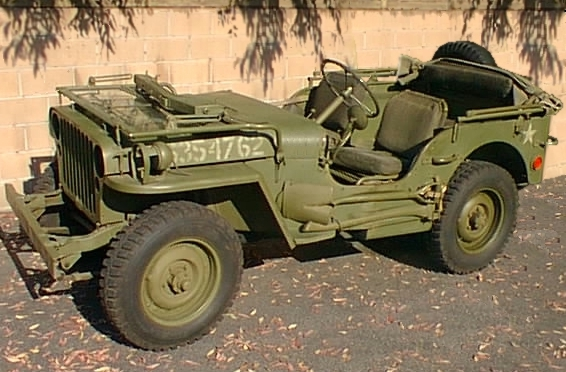
Willys MB

Willys MB является самой известной моделью компании за всю её историю.
После начала Второй мировой войны, в 1940 году, американским военным потребовался новый командирский автомобиль компактных размеров и повышенной проходимости. В конкурсе приняли участие фирмы Willys-Overland и American Bantam. Первый прототип был представлен к концу года. Willys скопировал техническую информацию, и на основе наработок American Bantam представил Willys MA, в дальнейшем модифицированный до Willys MB. В годы войны эти машины собирались Willys-Overland и Ford (Ford GPW).
Под конец войны, компания настолько разбогатела на госзаказах и диверсифицировала свою деятельность в секторе военной промышленности, что включала в себя даже ракетостроительное подразделение, дислоцированное в Пасадине (исследовательская лаборатория) и Иниокерне (испытательная станция), занимавшееся опытами по разработке первых американских управляемых ракетных вооружений для флота (ПКР Tiny Tim и будущая УРВВ Sparrow), которое она вскоре после войны продала General Tire & Rubber.

### Послевоенный период

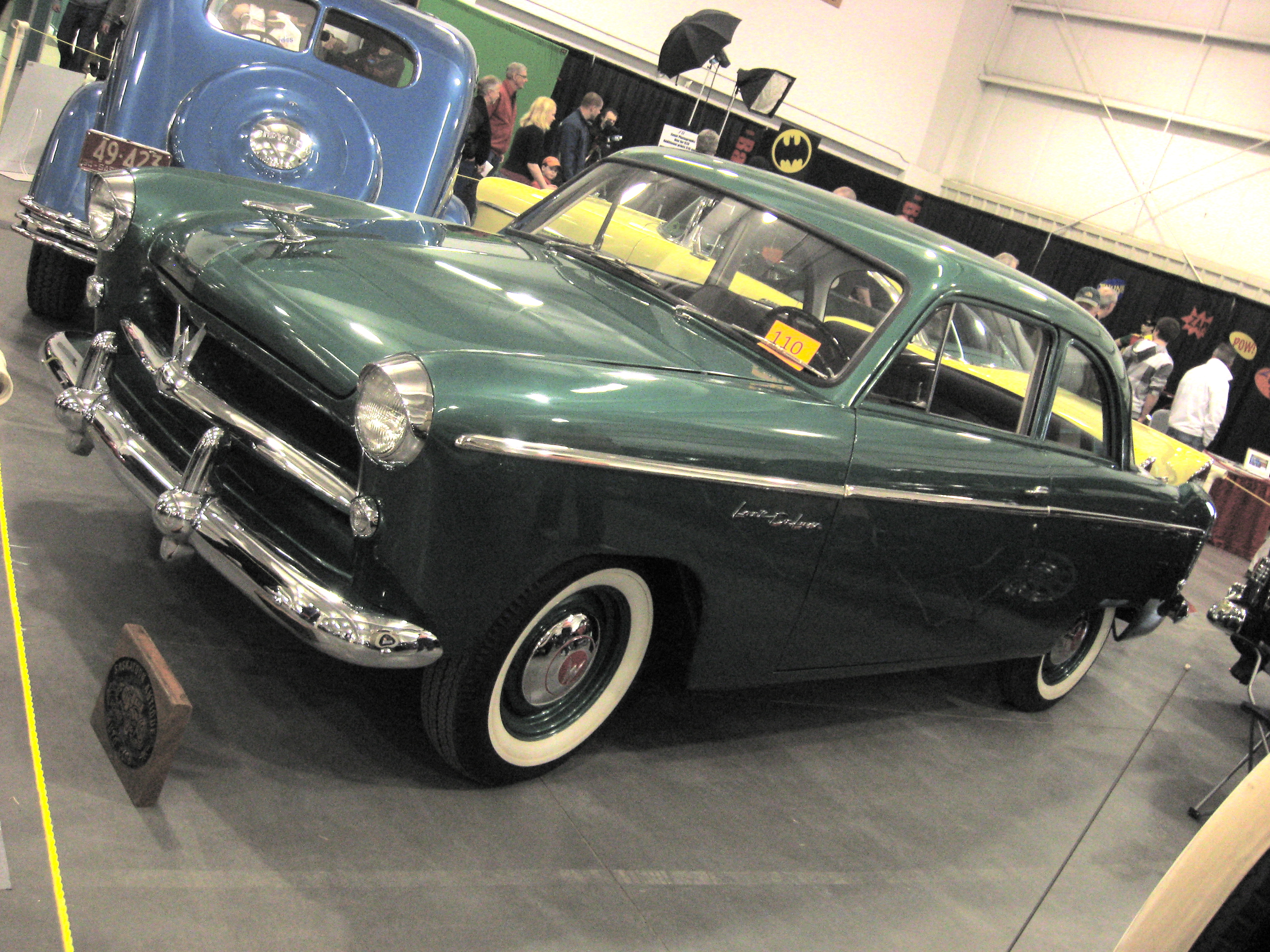
Willys Aero 1951 года

После войны Willys-Overland концентрируется на производстве автомобилей повышенной проходимости и грузовиках.
В начале 1944 года на базе Willys MB был разработан первый гражданский прототип Willys CJ-1 (Civilian Jeep — гражданский джип). В конце 1944 — начале 1945 гг. было построено свыше 40 прототипов CJ-2, известных также как AgriJeep. Серийный выпуск гражданской модели Willys Jeep CJ2A (известной также как Universal Jeep) начался в июле 1945 года. Именно эта модель с гражданскими фарами,  откидным задним бортом (запасное колесо, соответственно, стало размещаться на правом борту кузова), более мощным двигателем (под обычный «76-й» бензин) и рядом других конверсионных решений, стала первым послевоенным американским легковым автомобилем. В 1949 году начался выпуск модернизированной модели Willys MC, стандартизированной в армии США как Willys М38, а на гражданском рынке известной как Willys Jeep CJ-3A, а после модернизации в 1953 году – как Willys Jeep CJ-3B. В 1952-м появилась армейская модель второго поколения Willys MD (Willys M38A1), а в 1954-м и её гражданская версия Jeep CJ-5.
В 1946 году начался выпуск заднеприводного универсала Willys Jeep Wagon. Он стал первым американским цельнометаллическим Station Wagon, что позволило параллельно выпустить также цельнометаллический фургон Willys Jeep Panel Utility, а в 1949 году эти модели получили ещё и полный привод. В 1947 году начинается выпуск полутонного пикапа Willys Jeep Truck. В 1948 году ввиду растущей популярности внедорожников Jeep не только у фермеров и лесников, но и для заполнения пробела между утилитарными и легковыми моделями Willys-Overland запустил в производство открытый спортивный автомобиль Willys Jeepster (VJ), дизайн которого был разработан Бруком Стивенсом, предназначенный для ностальгирующих ветеранов Второй мировой войны, нуждавшихся в обычном дорожном автомобиле. Этот достаточно богато оснащенный автомобиль большой популярности не снискал, поэтому его производство свернули уже в 1950 году, произведя около 20 000 «джипов-родстеров».
Послевоенные модели Willys Jeep не только активно экспортировались, но и выпускались в ряде стран по лицензии, например, с 1945 года в Индии (Mahindra & Mahindra) и с 1953 года во Франции (Hotchkiss et Cie) и в Японии (Mitsubishi).
В начале 1950-х годов Willys-Overland делает попытку вернуться на рынок традиционных легковых автомобилей, однако, выпущенная в 1951 году модель Willys Aero не оправдала возлагавшихся на неё надежд.
В 1953 году Willys-Overland сливается с Kaiser Motors. Легковая модель Willys Aero выпускалась до 1955 года в Северной Америке и до начала 1970-х — в Южной Америке. После объединения производство джипов (Jeep) выделяется в отдельную марку — Kaiser-Jeep (с 1963 года торговой маркой стал просто Jeep).
- Ныне название Overland применяется для обозначения топовых версий SUV бренда Jeep концерна FCA.